# Pocky & Rocky
Pocky & Rocky, i Japan känt som Kiki Kaikai: Nazo no Kuro Mantle (奇々怪界～謎の黒マント? "Mysterious Ghost World: The Riddle of the Black Mantle"), är ett arkadspel med animegrafik. utvecklat av Natsume, och utgivet 1992 i Japan och 1993 i övriga världen.
I spelet förekommer flera referenser till japansk kultur och mytologi såsom till exempel tanuki (狸 eller タヌキ), ofuda (御札 eller お札), harae (祓 eller 祓い) och kappa (河童).

### Fotnoter
1. 1 2 3  ”Import Review: Kikikaikai”. Super Play (Future Publishing) (5):  sid. page 48. mars 1993.
2. ↑  ”Kikikaikai”. N-Force (Europress Impact) (10):  sid. pages 32–33. april 1993.
3. 1 2  ”Pocky & Rocky release information for SNES”. GameFAQs. Arkiverad från originalet den 5 november 2012. https://web.archive.org/web/20121105211234/http://www.gamefaqs.com/snes/588579-pocky-and-rocky/data. Läst 28 januari 2013.
4. ↑  ”Video-Game Reviews: Pocky & Rocky”. VideoGames & Computer Entertainment (LFP, Inc.) (52):  sid. page 50. maj 1993.
5. ↑  ”Video-Game Reviews: Pocky & Rocky”. GamePro (International Data Group) (45):  sid. page 74. April 1993.
6. ↑  Morales, Emill. ”Kiki Kaikai Nazo no Kuro Manto / Pocky & Rocky - Super Famicom/Super Nintendo (1992)”. Hardcore Gaming 101. Arkiverad från originalet den 27 december 2012. https://web.archive.org/web/20121227080431/http://www.hardcoregaming101.net/pockyandrocky/pockyandrocky.htm. Läst 28 januari 2013.